# コンゴ共和国の大統領
コンゴ共和国の大統領（コンゴきょうわこくのだいとうりょう、フランス語: Président de la République du Congo）は、コンゴ共和国の元首たる大統領である。

## 概要
コンゴ共和国ではこれまでにたびたびクーデター等の政治危機が起こっており、大統領以外の役職の者が元首となるケースも少なくないため、ここではそれらも含めて記述した。

## 大統領の一覧
| コンゴ共和国     |                                      |                      |                                            |                                |                                |                                           |                                             |
| 代               | 大統領                               | 大統領               | 所属政党                                   | 期                             | 在任期間                       | 在任期間                                  | 備考                                        |
| 01               | フルベール・ユールー                 |                      | アフリカ人利益擁護民主連合 （UDDIA）       | 1                              | 1960年8月15日 - 1963年8月15日  | 3年 + 0日                                 | 任期満了前に辞任                            |
| 0－              | デーヴィッド・ムカサ                 |                      | 無所属 （軍人）                            | －                             | 1963年8月15日 - 1963年8月16日  | 1日                                       | 臨時政府担当将校                            |
| 0－              | フェリックス・ムーザバカニ           |                      | 無所属 （軍人）                            | －                             | 1963年8月15日 - 1963年8月16日  | 1日                                       | 臨時政府担当将校                            |
| 0－              | アルフォンセ・マサンバ＝デバ         |                      | 無所属 （軍人）                            | －                             | 1963年8月16日 - 1963年12月19日 | 125日                                     | 暫定元首 （国家革命評議会議長）             |
| 02               | アルフォンセ・マサンバ＝デバ         | 2                    | 無所属 （軍人）                            | 1963年12月19日 - 1964年6月29日 | 4年 + 227日 （計 4年 + 352日） |                                           |                                             |
| (2)              | アルフォンセ・マサンバ＝デバ         | 2                    | 革命国民運動 （MNR）                       | 1964年6月29日 - 1968年8月2日   | 4年 + 227日 （計 4年 + 352日） |                                           |                                             |
| 0－              | オーギュスタン・ポワニエ             | 2                    |                                            | 無所属 （軍人）                | 1968年8月3日 - 1968年8月4日    | 1日                                       | 大統領代行 （上院議長）                     |
| (2)              | アルフォンセ・マサンバ＝デバ         | 2                    |                                            | 革命国民運動 （MNR）           | 1968年8月4日 - 1968年9月4日    | 31日 （計 4年 + 258日） （計 5年 + 18日） | 復職 辞職                                   |
| 0－              | マリアン・ングアビ                   |                      | 無所属 （軍人）                            | －                             | 1968年9月4日 - 1968年9月5日    |                                           | 元首代行 （国家革命評議会議長）             |
| 0－              | アルフレッド・ラウル                 |                      | 無所属 （軍人）                            | －                             | 1968年9月5日 - 1969年1月1日    |                                           | 元首代行 （国家元首代行）                   |
| 03               | マリアン・ングアビ                   |                      | 無所属 （軍人）                            | 3                              | 1969年1月1日 - 1970年1月3日    | 1年 + 2日                                 | 国家元首                                    |
| (3)              | マリアン・ングアビ                   | コンゴ労働党 （PCT） | 1969年12月29日 - 1970年1月3日              | 3                              | 新党結成                       | 1年 + 2日                                 |                                             |
| コンゴ人民共和国 |                                      |                      |                                            |                                |                                |                                           |                                             |
| (3)              | マリアン・ングアビ                   |                      | コンゴ労働党 （PCT）                       | (3)                            | 1970年1月3日 - 1974年          | 8年 + 76日                                | 国名変更                                    |
| (3)              | マリアン・ングアビ                   | 4                    | コンゴ労働党 （PCT）                       | 1974年 - 1977年3月18日         | 在任中に死去                   | 8年 + 76日                                |                                             |
| 0－              | コンゴ労働党軍事委員会               |                      | コンゴ労働党 （PCT）                       | －                             | 1977年3月18日 - 1977年4月3日   | 16日                                      | 大統領制廃止 （集団統治）                   |
| 04               | ジョアキム・ヨンビ＝オパンゴ         |                      | コンゴ労働党 （PCT）                       | 5                              | 1977年4月3日 - 1979年2月5日    | 1年 + 308日                               | 国家元首 在任中に解任                       |
| 0－              | ジャン＝ピエール・ティステル・チカヤ |                      | コンゴ労働党 （PCT）                       | －                             | 1979年2月5日 - 1979年2月8日    |                                           | 暫定国家元首 （コンゴ労働党中央幹事会議長） |
| 05               | ドニ・サスヌゲソ                     |                      | コンゴ労働党 （PCT）                       | 6                              | 1979年2月8日 - 1979年8月14日   | 13年 + 36日                               | 国家元首                                    |
| 05               | ドニ・サスヌゲソ                     | 7                    | コンゴ労働党 （PCT）                       | 1979年8月14日 - 1984年         |                                | 13年 + 36日                               |                                             |
| 05               | ドニ・サスヌゲソ                     | 8                    | コンゴ労働党 （PCT）                       | 1984年 - 1989年                |                                | 13年 + 36日                               |                                             |
| 05               | ドニ・サスヌゲソ                     | 9                    | コンゴ労働党 （PCT）                       | 1989年 - 1992年3月15日         |                                | 13年 + 36日                               |                                             |
| コンゴ共和国     |                                      |                      |                                            |                                |                                |                                           |                                             |
| (5)              | ドニ・サスヌゲソ                     |                      | コンゴ労働党 （PCT）                       | (9)                            | 1992年3月15日 - 1992年8月31日  | 169日 （計 13年 + 205日）                 |                                             |
| 06               | パスカル・リスバ                     |                      | 社会民主主義パン・アフリカン連合 （UPADS） | 10                             | 1992年8月31日 - 1997年10月15日 | 5年 + 45日                                | 任期満了前に辞任                            |
| 07               | ドニ・サスヌゲソ                     |                      | コンゴ労働党 （PCT）                       | 11                             | 1997年10月25日 - 2002年        | 27年 + 215日                              |                                             |
| 07               | ドニ・サスヌゲソ                     | 12                   | コンゴ労働党 （PCT）                       | 2002年 - 2009年                |                                | 27年 + 215日                              |                                             |
| 07               | ドニ・サスヌゲソ                     | 13                   | コンゴ労働党 （PCT）                       | 2009年 - 2016年                |                                | 27年 + 215日                              |                                             |
| 07               | ドニ・サスヌゲソ                     | 14                   | コンゴ労働党 （PCT）                       | 2016年 - （現職）              |                                | 27年 + 215日                              |                                             |